# 青岛啤酒
青岛啤酒（港交所：168、上交所：600600、OTCBB：TSGTY

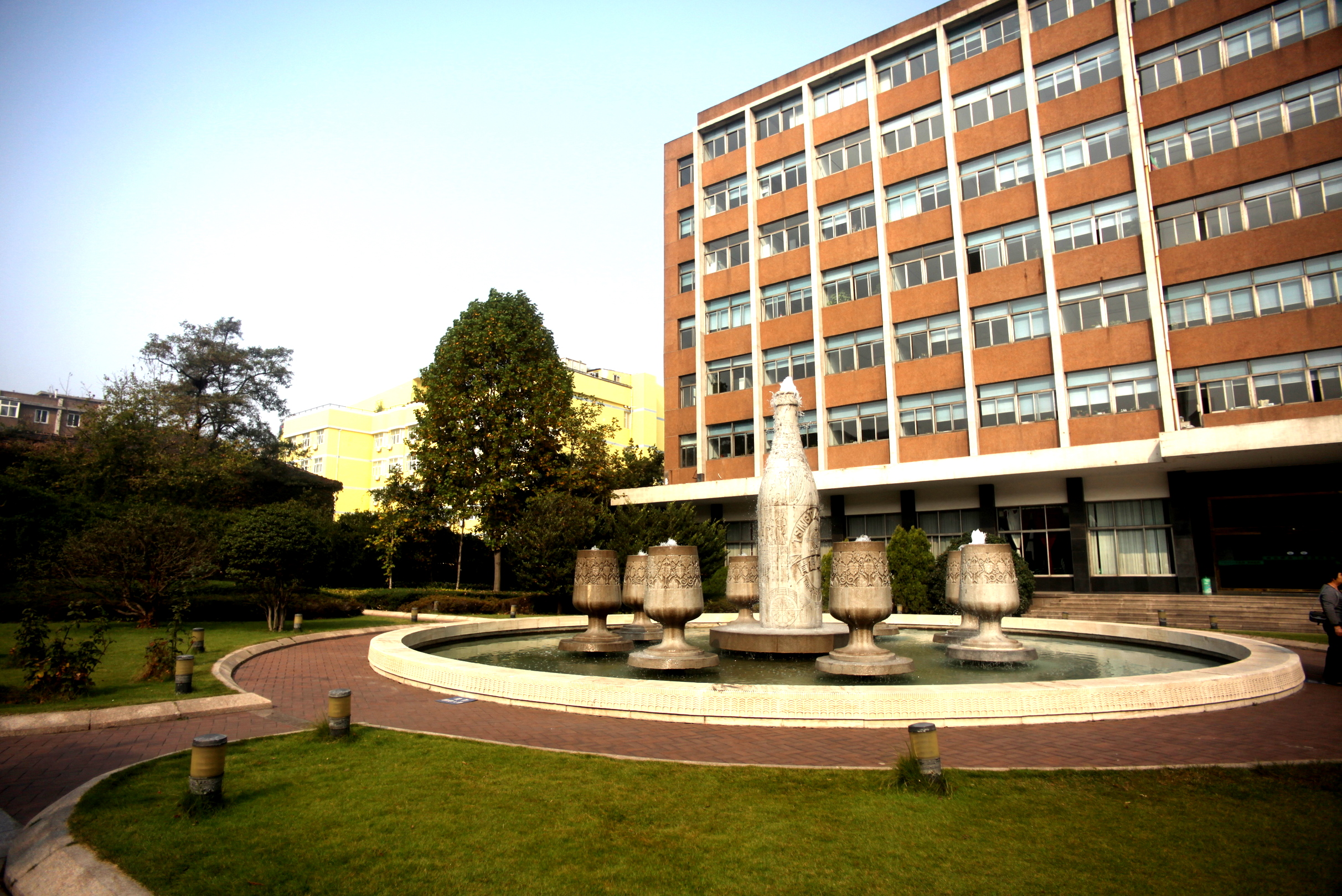
青岛啤酒厂

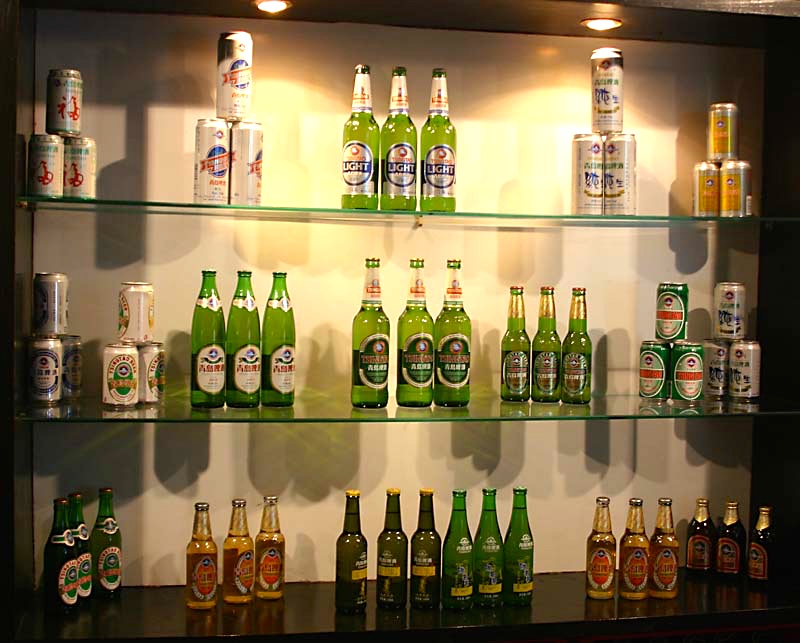
青岛啤酒博物馆中陈列的各款青岛啤酒。

）是中国历史最悠久的啤酒品牌之一，创始于1903年。

## 历史
1903年，由来自德国的商人联合投资40万德國馬克在德屬膠州灣（今青島市）成立了日耳曼啤酒公司青岛股份公司，采用德国的酿造技术以及原料，號稱使用嶗山（位于青島東部）礦泉水釀造，生产德国风味的啤酒，主要供应一些在青島及周邊地區的德国人和其他西方人。
1914年，第一次世界大战爆发以后，日本發動青島戰役，攻佔了青岛。1916年，日本人強佔了德国商人的股份，买下英国商人的股份，将公司更名为“大日本麦酒株式会社青岛工场”。生产品牌除原青岛啤酒外，也生产日本大麦酒旗下品牌朝日啤酒。

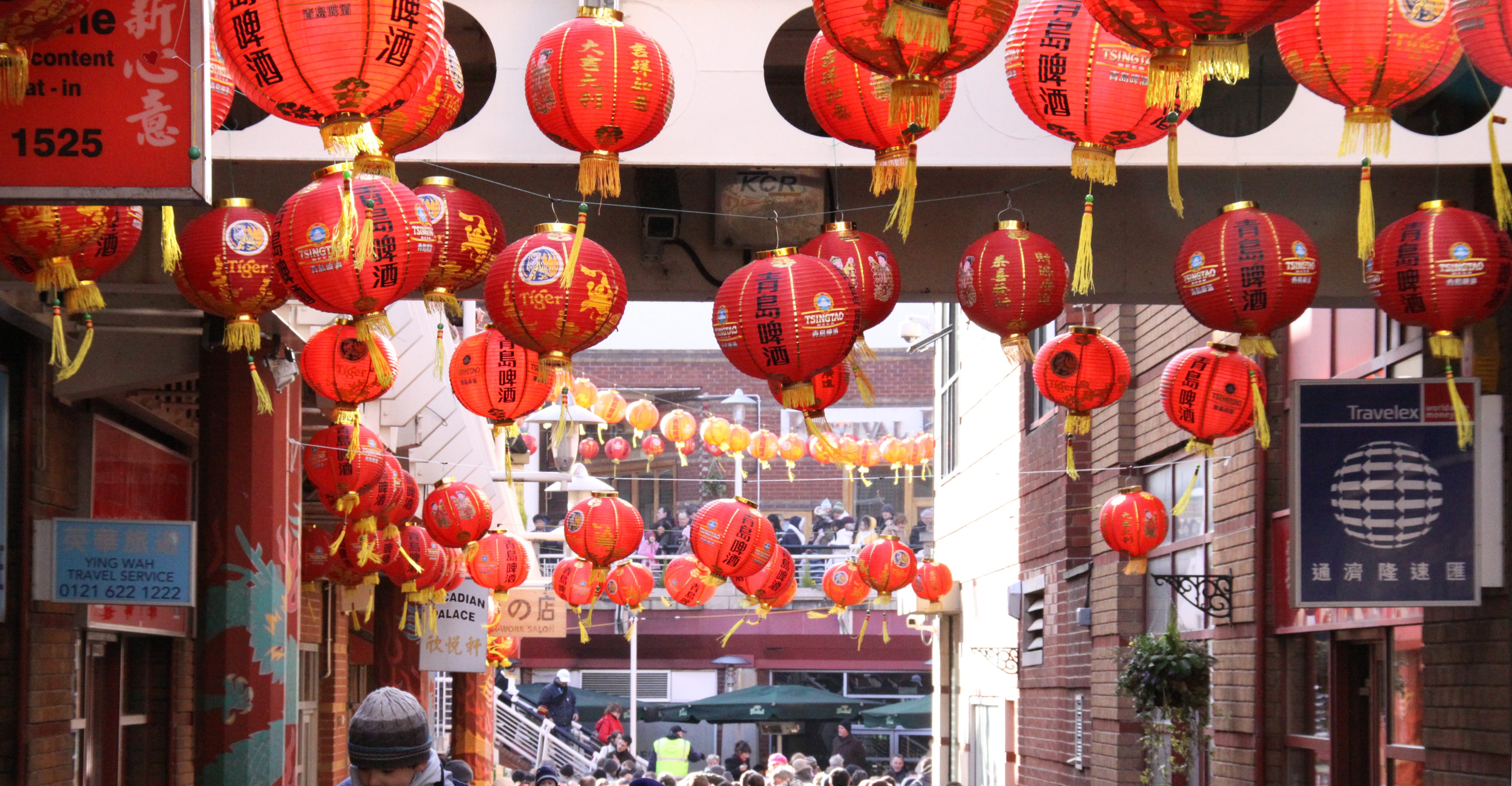
青島啤酒的燈籠

1945年随着日本的战败，中華民國政府成立行政院收復區全國性事業接收委員會，沒收日本在中國之資產，於是工厂由青岛市政府当局派员接管，更名为“青岛啤酒公司”，隸屬於行政院山東青島區產業處理局。1947年6月14日，由中國國民黨黨營企業“齐鲁企业股份有限公司”购买，成為“齊魯企業青島啤酒廠”。
1949年，中华人民共和国成立后，更名为“国营青岛啤酒厂”。
从1972年进入美国市场，不久就成为在美国市场上最畅销的中国啤酒，打破了美国380种进口啤酒销售量增长速度的纪录，并3次在美国华盛顿国际评酒会荣获冠军。在一段时间内青岛啤酒销往全世界70多个国家，占据着全国啤酒出口量的50％以上。
90年代初，通过与另外3个工厂的联合，成立了股份制公司，青岛啤酒厂也更名为青岛啤酒股份有限公司，现在27%的股份被美国的安海斯-布希公司持有，2008年英博集團購併安海斯-布希，中國商務部反壟斷局於11月18日决定附条件批准購併。
1993年7月，青岛啤酒H股在香港上市，是中国第一家内地在港发行H股上市的企业，同批赴港上市的还有上海石化等共9家。
1998年，青岛啤酒实施“大名牌发展战略”，率先在全国开展大规模兼并扩张，截至2007年9月，已在全国18个省市拥有或者绝对控股71家分公司 。
2002年，海峽兩岸加入世界貿易組織（WTO）之後，台灣開放大陸產酒類進口，台灣的飲料大廠三洋維士比集團轉投資之台灣青啤股份有限公司取得銷售代理權，青岛啤酒在台灣上市。
2002年10月21日，美国A-B公司和青啤公司在美国纽约正式签署《战略性投资协议》，A-B公司成为青啤公司战略投资者。
2003年8月15日，青岛啤酒厂100周年华诞之际，“青岛啤酒博物馆”建成开业。
2005年，台灣青啤股份有限公司取得商標授權後，在屏東縣內埔鄉設立觀光酒廠，青岛啤酒在台灣生產。
2005年8月11日，青岛啤酒与北京奥组委签约，成为北京奧運国内啤酒赞助商。
2009年4月30日百威英博（AB InBev），以每股19.78港元，向日本朝日啤酒出售青岛啤酒19.9%權益，套現6.665億美元（折合港幣51.69億元），朝日成為青啤第二大股東，這是日本公司首次成為中國大公司的大股東。ABInbev 則將保留7.01％的股權。
2009年5月11日百威英博啤酒全資附屬公司A-BJade以每股19.83港元的价格将青岛啤酒的約占已發行總股本的7.01%及已發行H股股份總數的13.99%)，股權出售给紫金矿业董事长陈发树，交易金额为2.35亿美元。
2010年12月7日青島啤酒公司與香港培新集團在濟南簽署協議，青島啤酒以18.7亿收購由香港培新集團持有的銀麥啤酒100%股權。
2012年6月5日青島啤酒與日資三得利簽訂合作框架協議，雙方將各自在上海及江蘇省的資產和業務整合到松江公司，青啤透過股權轉讓、增資等方式向「事業合資公司」注入50%股權，涉資13.36億元（人民幣．下同），三得利亦會向其增資13.52億元換取餘下50%股權；同時青啤與三得利各斥1000萬元成立「銷售合資公司」。2015年，青島啤酒与三得利中国签订《股权转让及商标技术使用许可框架协议》，青岛啤酒收购销售公司和事业公司各50%的股权。2016年3月，青島啤酒已完成公司股权转让的工商变更登记手续，而三得利在中国大陆开设的啤酒厂股权全部转让予青島啤酒。
2017年12月20日，復星國際透過旗下多家附屬公司，以66.17億港元，每股作價27.22港元，向日本朝日啤酒（Asahi），收購青島啤酒2億4,311萬股H股，交易股份佔青島啤酒37.11%H股已發行股份，相等於總發行股數的17.99%。
2017年12月20日，朝日啤酒與青啤集團及鑫海盛簽署股份購買協議，將其所持公司2,702萬股H股（約占公司總股本1.99%）轉讓給鑫海盛，總作價7.35億港元。

## 管理層
- 執行董事[8]
  - 黃克興（董事長）
  - 樊偉
  - 王瑞永
  - 于竹明

- 非執行董事
  - 唐斌

- 獨立非執行董事
  - 于增彪
  - 賁聖林
  - 蔣敏
  - 姜省路

## 股東

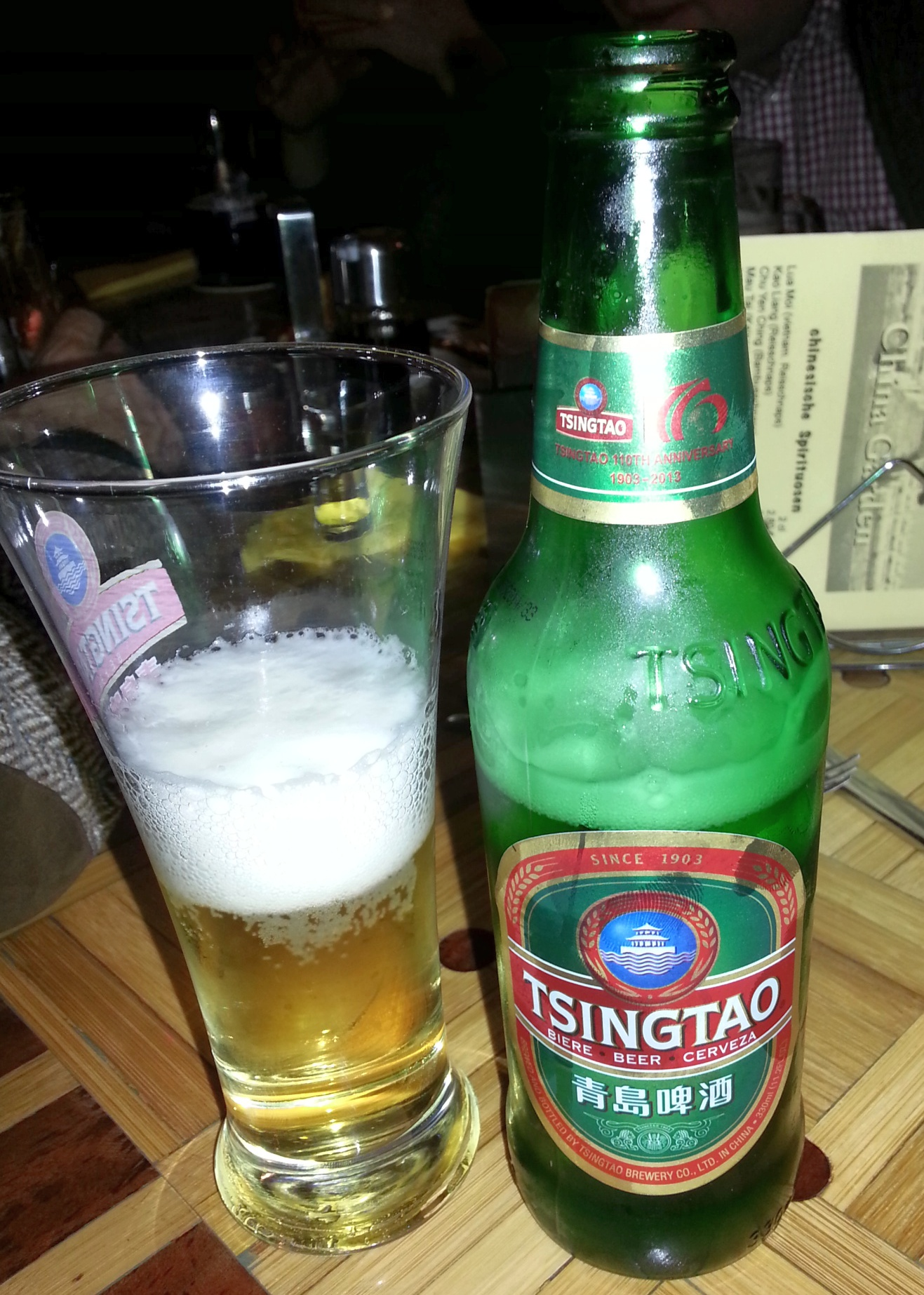
瓶裝青岛啤酒

以下为截止到2020年3月31日的数据：
| 序号 | 股东名称                                                               | 持股数(万股) | 占总股本比例(%) |
| 1    | 香港中央结算(代理人)有限公司                                           | 61385.78     | 45.44           |
| 2    | 青岛啤酒集团有限公司                                                   | 44346.76     | 32.83           |
| 3    | 中国证券金融股份有限公司                                               | 3270.89      | 2.42            |
| 4    | 香港中央结算有限公司                                                   | 1844.43      | 1.37            |
| 5    | 中国建银投资有限责任公司                                               | 1757.45      | 1.3             |
| 6    | 中央汇金资产管理有限责任公司                                           | 1051.75      | 0.78            |
| 7    | 招商银行股份有限公司－东方红睿泽三年定期开放灵活配置混合型证券投资基金 | 641.85       | 0.48            |
| 8    | 香港金融管理局-自有资金                                                | 634.88       | 0.47            |
| 9    | 全国社保基金一零六组合                                                 | 427.8        | 0.32            |
| 10   | 全国社保基金一一七组合                                                 | 333.69       | 0.25            |

## 品種
青岛啤酒目前在市场上的种类为拉格啤酒，其主要成分为大米、麦芽、啤酒花以及其他添加剂。有很多个品种。

## 所獲獎項
- 1906年，慕尼黑博览会上展出，获得金牌奖
- 1981年、1985年两次，美国华盛顿举行的国际评酒会上获得冠军；
- 1987年5月，美国密西西比州杰克逊市举行的国际啤酒评比中名列榜首；
- 1991年9月，比利时布鲁塞尔举行的蒙顿国际评比大赛上获金质奖。

## 青島國際啤酒節
青島國際啤酒節自1991年開始由中國有關部委和青島市人民政府共同主辦。啤酒節於每年8月第2個周末開幕為期16天。由於正值每年青島的黃金旅遊季節，吸引到海內外的人士到場，參予具旅遊、文化、體育、經貿於一體的國家級大型節慶活動。
2005年8月13日開幕的第15屆青島國際啤酒節是首次有東森電視台和山東衛視合作，將開幕典禮向亞洲、歐美等地區進行同步連線轉播。

## 青岛啤酒博物馆

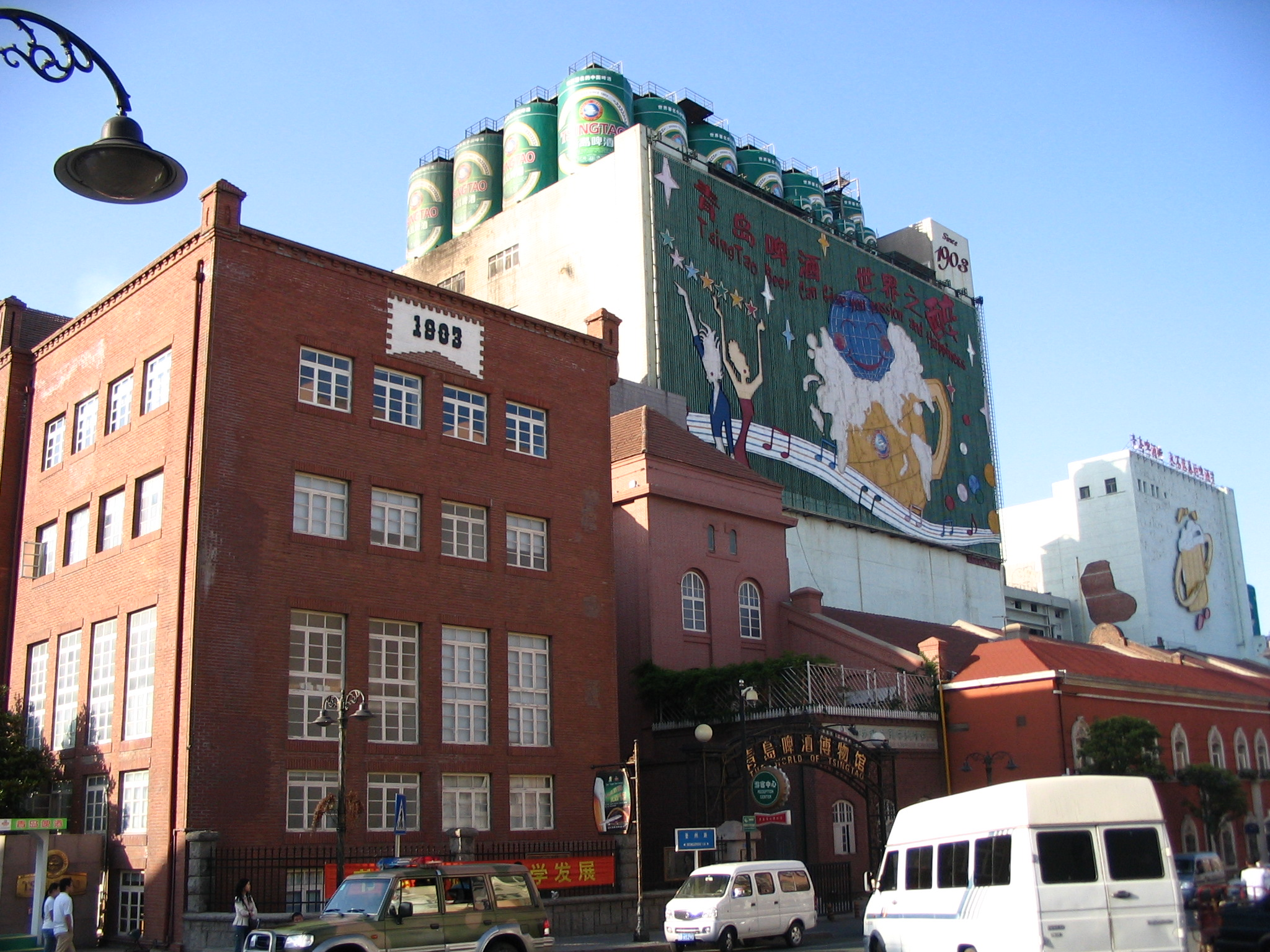
青岛啤酒博物馆

开业于2003年8月15日，这间位于青岛市北区的博物馆用于展示老式德国建筑及青岛啤酒建厂初期的设备、设施等大量历史文物。

## 資產爭議
據稱1948年成立的齊魯公司，是中國國民黨最早的一筆財產，而青島啤酒即是齊魯公司當初接手經營的。該企業為其原有黨產之一。在1999年時國民黨投管會主委劉泰英，曾指示齊魯企業向中華人民共和國政府索回青島啤酒產權。當時這項工作決策的層級在海基會、海協會等組織都沒辦法解決，可能涉及兩岸中央政府層級問題。而齊魯企業也有不斷與中共方面協調過。而自從2005年連戰、胡錦濤會面破冰後，中國國民黨也都未曾向中國共產黨「討黨產」，而有要求民進黨執政的台灣政府代為追索。
2017年2月17日中國國民黨舉行「追黨產請把青島啤酒要回來」記者會，國民黨行管會主委邱大展於當時展示相當多原始資料，包括齊魯公司第一次開董事會的開會資料、資產負債表、損益表以及移交清冊等。中華民國政府從中國大陸撤退時，時駐守青島的第十一綏靖區司令劉安祺，就有負責運送包括啤酒廠生產線在內的大量物資到台灣。而如該「第一桶金」齊魯公司的財產被黨產會審查後為合法，將會使得國民黨在台灣所衍生財富可以成為合法財產，而不是違法所得。

## 外部連結
- 青岛啤酒官方网站 （页面存档备份，存于）
- 青岛国际啤酒节